# 에치고선
에치고선(일본어: 越後線)은 일본 니가타현 가시와자키시의 가시와자키역과 니가타 현 니가타시 주오구의 니가타역을 잇는 동일본 여객철도의 철도 노선(지방 교통선)이다.

## 노선 정보
- 관할 (사업 종별) : 동일본 여객철도 (제 1 종 철도사업자)
- 구간 (영업 거리) : 가시와자키역 - 요시다역 - 니가타역 83.8km
- 궤간 : 1067mm
- 역 수 : 33 (기종점역 포함)
  - 에치고 선 소속 역으로 한정된 경우, 기종점역(함께 신에쓰 본선)이 제외되어, 31역이 된다. 게다가, 야히코 선과 교차하는 요시다 역은 에치고 선 소속.
- 복선화 구간 : 가미토코로역 - 니가타역
- 전철화 구간 : 전 구간 (직류 1500V)
- 보안장치 : ATS-SN
- 운전 지령소 : 니가타 종합 지령실 (CTC)
- 최고속도 : 85km/h

전 구간이 동일본 여객철도 니가타 지사의 관할이다.

## 역 목록
- 전 구간이 니가타현에 소재.

| 역명               | 일어 역명  | 역간 거리 | 영업 거리 | 접속 노선                                                             | 소재지        | 소재지        |
| ------------------ | ---------- | --------- | --------- | --------------------------------------------------------------------- | ------------- | ------------- |
| 가시와자키         | 柏崎       | -         | 0.0       | 동일본 여객철도 신에쓰 본선                                           | 가시와자키시  | 가시와자키시  |
| 히가시카시와자키   | 東柏崎     | 1.6       | 1.6       |                                                                       | 가시와자키시  | 가시와자키시  |
| 니시나카도리       | 西中通     | 3.4       | 5.0       |                                                                       | 가시와자키시  | 가시와자키시  |
| 아라하마           | 荒浜       | 1.6       | 6.6       |                                                                       | 가리와군      | 가리와촌      |
| 가리와             | 刈羽       | 3.3       | 9.9       |                                                                       | 가리와군      | 가리와촌      |
| 니시야마           | 西山       | 2.9       | 12.8      |                                                                       | 가시와자키 시 | 가시와자키 시 |
| 라이하이           | 礼拝       | 2.2       | 15.0      |                                                                       | 가시와자키 시 | 가시와자키 시 |
| 이시지             | 石地       | 3.7       | 18.7      |                                                                       | 가시와자키 시 | 가시와자키 시 |
| 오기노조           | 小木ノ城   | 4.0       | 22.7      |                                                                       | 산토군        | 이즈모자키정  |
| 이즈모자키         | 出雲崎     | 2.1       | 24.8      |                                                                       | 산토군        | 이즈모자키정  |
| 묘호지             | 妙法寺     | 4.6       | 29.4      |                                                                       | 나가오카시    | 나가오카시    |
| 오지마야           | 小島谷     | 3.0       | 32.4      |                                                                       | 나가오카시    | 나가오카시    |
| 기리하라           | 桐原       | 3.8       | 36.2      |                                                                       | 나가오카시    | 나가오카시    |
| 데라도마리         | 寺泊       | 2.8       | 39.0      |                                                                       | 나가오카시    | 나가오카시    |
| 분스이             | 分水       | 2.5       | 41.5      |                                                                       | 쓰바메시      | 쓰바메시      |
| 아오즈             | 粟生津     | 4.3       | 45.8      |                                                                       | 쓰바메시      | 쓰바메시      |
| 미나미요시다       | 南吉田     | 2.0       | 47.8      |                                                                       | 쓰바메시      | 쓰바메시      |
| 요시다             | 吉田       | 2.0       | 49.8      | 동일본 여객철도 야히코선                                              | 쓰바메시      | 쓰바메시      |
| 기타요시다         | 北吉田     | 1.9       | 51.7      |                                                                       | 쓰바메시      | 쓰바메시      |
| 이와무로           | 岩室       | 2.1       | 53.8      |                                                                       | 니가타시      | 니시칸구      |
| 마키               | 巻         | 4.0       | 57.8      |                                                                       | 니가타시      | 니시칸구      |
| 에치고소네         | 越後曽根   | 4.6       | 62.4      |                                                                       | 니가타시      | 니시칸구      |
| 에치고아카쓰카     | 越後赤塚   | 2.5       | 64.9      |                                                                       | 니가타시      | 니시구        |
| 우치노니시가오카   | 内野西が丘 | 3.8       | 68.7      |                                                                       | 니가타시      | 니시구        |
| 우치노             | 内野       | 1.6       | 70.3      |                                                                       | 니가타시      | 니시구        |
| 니가타다이가쿠마에 | 新潟大学前 | 2.0       | 72.3      |                                                                       | 니가타시      | 니시구        |
| 데라오             | 寺尾       | 2.1       | 74.4      |                                                                       | 니가타시      | 니시구        |
| 고바리             | 小針       | 1.9       | 76.3      |                                                                       | 니가타시      | 니시구        |
| 아오야마           | 青山       | 1.4       | 77.7      |                                                                       | 니가타시      | 니시구        |
| 세키야             | 関屋       | 1.5       | 79.2      |                                                                       | 니가타시      | 주오구        |
| 하쿠산             | 白山       | 1.5       | 80.7      |                                                                       | 니가타시      | 주오구        |
| 가미토코로         | 上所       | 1.6       | 82.3      |                                                                       | 니가타시      | 주오구        |
| 니가타             | 新潟       | 1.5       | 83.8      | 동일본 여객철도 조에쓰 신칸센 · 신에쓰 본선 · 하쿠신선 · 반에쓰사이선 | 니가타시      | 주오구        |